# Lúcia Miguel Pereira
Lucia Miguel Pereira (Barbacena, 12 de dezembro de 1901 — Rio de Janeiro, 22 de dezembro de 1959) foi uma influente crítica literária, biógrafa, ensaísta e tradutora brasileira da primeira metade do século XX, filha do médico sanitarista Miguel da Silva Pereira, esposa do igualmente escritor Otávio Tarquínio de Sousa, prima de Antonio Candido e tia do poeta Bruno Tolentino.

## Biografia
Biógrafa de Machado de Assis e referência do ensaísmo feminino nas décadas de 1920 e 1930, ela recomendou à família que em caso de sua morte todos os seus escritos inéditos só poderiam ser publicados com autorização do marido, o advogado e escritor Otávio Tarquínio de Sousa, e, na falta deste, teriam de ser incinerados. Como ambos morreram juntos, no Desastre aéreo de Ramos, a família seguiu à risca as instruções e queimou todos os textos inéditos e cartas pessoais encontradas.
Seus textos de crítica literária - reveladores de sua erudição e da aguda capacidade de percepção da arte e da vida - que circularam em jornais e publicações avulsas, foram reunidos na década de 1990 em dois volumes: A Leitora e seus Personagens e Escritos da Maturidade, que resgatam suas colaborações, entre 1931 e 1959, para o Boletim de Ariel, Revista do Brasil, Gazeta de Notícias, o Correio da Manhã e O Estado de S. Paulo, entre outros periódicos.

## Obras
- Maria Luísa. Rio de Janeiro: Schmidt, 1933.
- Em Surdina. Rio de Janeiro: José Olympio, 1933.
- Machado de Assis (Estudo Crítico-biográfico). Rio de Janeiro: Companhia Editora Nacional, 1936. Prêmio da Sociedade Felippe d'Oliveira.
- "Simplicidade". In: Homenagem a Manuel Bandeira. Rio de Janeiro: Tipografia do Jornal do Commercio, 1936.
- Amanhecer. Rio de Janeiro: José Olympio, 1938.
- O Livro do Centenário de Eça de Queiroz (org). Lisboa: Dois Mundos, 1945.
- História da Literatura Brasileira - Prosa de Ficção - de 1870 a 1920. Rio de Janeiro: José Olympio, 1950.
- "Prefácio". In: PAIVA, Manuel de Oliveira. Dona Guidinha do Poço. São Paulo: Saraiva, 1951.
- A Vida de Gonçalves Dias. Rio de Janeiro, José Olympio, 1952.
- "Prefácio". In: ASSIS, Machado de. Relíquias da Casa Velha. São Paulo: Martins, 1952.
- Cinquenta Anos de Literatura. Rio de Janeiro: Serviço de Documentação do Ministério da Educação e Cultura, 1952.
- Cabra Cega. Rio de Janeiro: José Olympio, 1954.
- "Prefácio". In: BARRETO, Afonso Henriques de Lima. Histórias e Sonhos. São Paulo: Brasiliense, 1956.
- Textos escolhidos de Adolfo Caminha (org.). Rio de Janeiro: Agir, 1960. Coleção Nossos Clássicos.
- "Prefácio". In: PAIVA, Manuel de Oliveira. A Afilhada. São Paulo: Anhembi, 1961.
- "A valorização da mulher na sociologia histórica de Gilberto Freyre". In: Gilberto Freyre: Sua Ciência, sua Filosofia, sua Arte. Rio de Janeiro: José Olympio, 1962.
- A leitora e seus personagens. Rio de Janeiro: Graphia, 1992.
- Escritos da maturidade. Rio de Janeiro: Graphia, 1995.
- Ficção reunida. Curitiba: Editora UFPR. ISBN 8573351322